# Saudiarabien i olympiska sommarspelen 1972
Saudiarabien deltog i de olympiska sommarspelen 1972 med en trupp bestående av 10 deltagare. Ingen av landets deltagare erövrade någon medalj.